# إيك تا تايغر
إيك تا تايغر (بالإنجليزية: Ek Tha Tiger) (يعني: ذات مرة كان هناك نمر) هو فيلم أكشن وإثارة وجاسوسية هندي صدر سنة 2012، من إخراج كبير خان، وإنتاج أديتيا شوبرا من أفلام ياش راج. الفيلم من بطولة سلمان خان وكاترينا كيف في الأدوار الرئيسية. الفيلم هو التعاون الثالث بين كبير خان وشركة أفلام ياش راج بعد Kabul Express عام 2006 و نيويورك عام 2009. القصة تدور حول عميل هندي اسمه السري تايغر يقع في حب عميلة باكستانية خلال مهمة، وكيف تتغير مفاهيم تايغر ومبادئه بمرور الوقت. مرحلة ما قبل الإنتاج للفيلم بدأ في النصف الثاني من عام 2010، بعد أن تم الانتهاء من كتابة السيناريو. التصوير الرئيسي بدأ في سبتمبر عام 2011 وانتهى في يونيو عام 2012. تم تصوير الفيلم في خمسة بلدان. في البداية كان من المقرر إصدار الفيلم في يونيو عام 2012، ولكن تأخر صدور الفيلم وافتتاحه حتى 15 أغسطس عام 2012، تزامنا مع عيد الاستقلال الخامس والستين في الهند.
أعطى النقاد من مراجعات إيجابية إلى مختلطة للفيلم. اُفتتح الفيلم لمجموعات قوية جدا في شباك التذاكر واعتبرتها موقع Box Office India «قنبلة». كان الفيلم أكثر أفلام شركة ياش راج نجاحا وفيلم بوليوود الثاني الذي يحصد أكثر من 46 مليون دولار أمريكي عالميا وذلك بإيرادات بلغت 47 مليون دولار أمريكي، وأصبح فيلم بوليوود الثالث الأعلى دخلا في كل الأوقات بعد تشيناي إكسبريس و3 بلهاء.

## القصة
عميل اسمه الحركي «تايغر» (سلمان خان) -أفضل جاسوس هندي وضابط في جهاز المخابرات الخارجية الهندي (RAW)- يقوم بمهمة في شمال العراق. اضطر لقتل أحد رجاله لخيانته ولجوئه للعمل مع وكالة الاستخبارات الباكستانية (ISI). وبعد ذلك يقتل العديد من عملاء الإستخبارات الباكستانية أثناء هروبه. تايغر يعود إلى الهند ويقدم تقاريره إلى رئيسه شينوي (غيريش كارناد) في نيودلهي. يتم إرساله فورا في مهمة إلى دبلن لمراقبة عالِم من أصل هندي يدعى البروفيسور أنور جمال كيدواي (روشان سيث)، الذي يقوم بالتدريس في كلية الثالوث ويُشتبه في مشاركته لنتائج أبحاثه مع مؤسسات الدفاع الباكستانية. زميل تايغر العميل غوبي (رانفير شوري) يرافقه في هذه المهمة. يلتقي تايغر بالعالِم ولكنه يفشل في قضاء ما يكفي من الوقت معه، وبدلا من ذلك يبدأ بمحاولة التقرب من مديرة أعمال منزله زويا (كاترينا كيف)، التي تدرس في أكاديمية محلية للرقص. يحاول تايغر إقامة علاقات صداقة مع زويا لإستخلاص المعلومات منها، ويبدأ باكتشاف الجانب الإنساني من نفسه مع ازدياد اقترابه منها. يتعرض تايغر للهجوم والسلب في مقر اقامته من شخص يُشتبه في أن يكون عميلا للإستخبارات الباكستانية. غوبي يحذر تايغر مرارا وتكرارا من عدم الوقوع في حب زويا، ولكن يقع في حبها. قبل الإفصاح لها عن مشاعره، خلال زيارة لأكاديمية الرقص، يكتشف تايغر أن زويا هي عميلة للإستخبارات الباكستانية وترفض خيانة بلدها عندما يطلب منها ذلك. وبدلا من قتلها، تايغر يدعها تذهب. في وقت لاحق، تايغر وزويا يلتقيان مجددا في إسطنبول أثناء لقاء وزراء خارجية الدول الأعضاء في الأمم المتحدة، عندما ترسل زويا له إشارة للقدوم عن طريق رسالة سرية. يقرران هناك ترك كل شيء من أجل حبهما وخداع وكالاتهم الإستخباراتية، من خلال الرحيل عن طريق طائرة إلى البرازيل، بعد إخبار وكالاتهم بأنهم في كازاخستان. بعد فترة، الوكالات تقتفي أثر زويا وتايغر إلى كوبا، وعملاء وكالة الإستخبارات الباكستانية ينجحون في القبض على زويا. تايغر يلتقي بغوبي، الذي كان يبحث عنه، ويكذب عليه قائلا بأنه هو وزويا ينوون العودة إلى الهند والتعاون مع جهاز المخابرات الخارجية الهندية، ويقنعه بإنقاذ زويا من أيدي عملاء وكالة الإستخبارات الباكستانية. بعد نجاح عملية الإنقاذ، بدلا من العودة إلى الهند، الزوجان يهربان بطائرة خاصة. تايغر يتصل برئيسه شينوي ويخبره بأنهما سيعودان عندما لا يكون هناك للهند وباكستان أيه حاجة لإنشاء أجهزة ووكالات إستخباراتية. في الختام، يتم عرض عدة صور لتايغر وزويا في مدن مختلفة من ضمنها البندقية، كيب تاون، زيورخ ولندن حيث تم الإبلاغ عن مشاهدتهما هناك، ولكن لا أحد يمكنه القبض عليهما.

## الممثلين
- سلمان خان بدور تايغر (الاسم حركي) / مانيش تشاندرا (الاسم في المهمة) / أفيناش سينغ راثود (الاسم الحقيقي). هو مقاتل رشيق، عميل وضابط في جهاز المخابرات الخارجية الهندية. تايغر أعطى الأولوية لعمله دائما، ولكن ايديولوجياته تتغير عندما يقع في الحب أثناء مهمة هامة.
- كاترينا كيف بدور زويا. طالبة في أكاديمية الرقص ومشرفة على الأعمال المنزلية في بيت البروفيسور كيدواي. يظهر فيما بعد أنها عميلة في وكالة الإستخبارات الباكستانية.
- رانفير شوري بدور غوبي. ضابط مهم في جهاز المخابرات الخارجية الهندية الذي يرافق تايغر خلال مهمته في أيرلندا.
- غيريش كارناد بدور شينوي. ضابط كبير في جهاز المخابرات الخارجية الهندية ورئيس تايغر.
- روشان سيث بدور البروفيسور أنور جمال كيدواي. بروفيسور هندي في كلية الثالوث في دبلن، والذي يٌشتبه في كونه يُعطي معلومات تكنولوجية إلى مؤسسات الدفاع الباكستانية.
- غافي تشاهال بدور كابتن أبرار. ضابط وعضو في وكالة الإستخبارات الباكستانية مكلف بمراقبة زويا.

## الموسيقى التصويرية
في البداية كان مقررا أن يقوم بريتام بالعمل على موسيقى الفيلم. بعد ذلك انسحب بسبب التزاماته مع مشروع آخر لياش راج وهو فيلم دووم 3. أغنية "ماشالله"، من غناء واجد علي وشريا غوشال تم إصداره منفردا في 12 يوليو 2012.

## وصلات خارجية
- الموقع الرسمي
- إيك تا تايغر على موقع IMDb (الإنجليزية)
- إيك تا تايغر على موقع روتن توميتوز (الإنجليزية)
- إيك تا تايغر على موقع نتفليكس (الإنجليزية)
- إيك تا تايغر على موقع ألو سيني (الفرنسية)
- إيك تا تايغر على موقع Turner Classic Movies (الإنجليزية)
- إيك تا تايغر على موقع أول موفي (الإنجليزية)
- إيك تا تايغر على موقع بوكس أوفيس موجو (الإنجليزية)
- إيك تا تايغر على موقع فيلمافينيتي (الإسبانية)
- إيك تا تايغر على موقع قاعدة بيانات الفيلم (الإنجليزية)
- إيك تا تايغر على موقع ليتربوكسد (الإنجليزية)